# Karl Siegfried Büchner

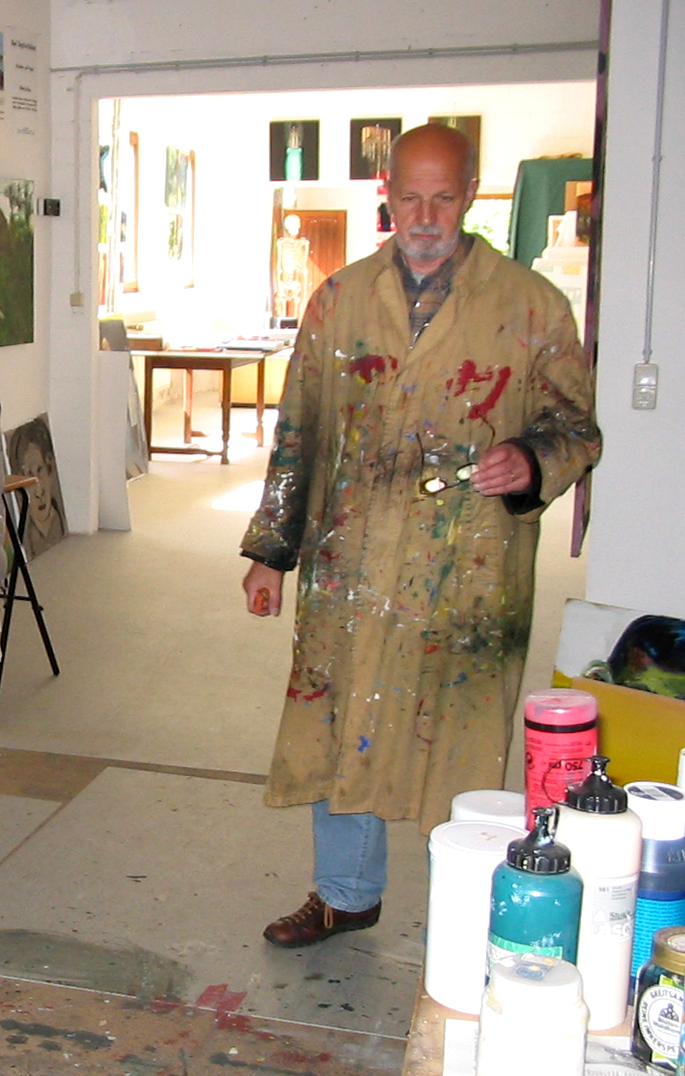
Karl Siegfried Büchner 2005 in seinem Atelier in Diessen

Karl Siegfried Büchner (* 2. März 1936 in Lindau (Bodensee); † 7. Juni 2009 ebenda) war ein deutscher Maler, Zeichner und Radierer.

## Leben
Büchner wurde 1936 als erstes von vier Kindern geboren. Er wuchs in einfachen Verhältnissen auf und absolvierte nach der Schule zunächst eine kaufmännische Ausbildung.
Anfang der 1950er Jahre wurde seine Interesse für Kunst geweckt. 1952 bekam Büchner erste Impulse durch den Maler Joseph Löflath. Außerdem nahm er Malunterricht bei den Berliner Malern Egon Mantow und André Ficus, später auch bei den Bodenseemalern Hubert Berchtold, Sepp Mahler und Horst Kalbhenn.
Von 1954 bis 1975 ging er neben der Malerei seiner zweiten Leidenschaft nach: Der Jazzmusik. Als Schlagzeuger spielte er in Big Bands und in kleinen Formationen und trat mit international bekannten Musikern in Deutschland, Österreich, der Schweiz, Frankreich und Tschechien auf. In der Malerei interessierten ihn v. a. Naturstudien. Außerdem malte er Porträts von Musikern. 1964 ging Büchner nach München. Im selben Jahr hatte er seine erste Einzelausstellung in der Städtischen Galerie im Alten Rathaus in Lindau. 1975 gab er die musikalische Karriere endgültig auf, um sich ganz der Malerei widmen zu können.

## Werk
In München entstanden u. a. bis 1978 der COMIX-Komplex, politische und gesellschaftskritische Bilder und Zeichnungen, die mit den Methoden des Comic arbeiten. Anstelle der Sprech- und Gedankenblasen treten ab 1973 Schriftbilder mit ausgeprägt handschriftlichem Charakter als Einschreibungen, die sprachlich über Idee und Absicht informieren (z. B. „Check your reflexes“).
1993 ging Büchner mit seiner Familie nach Bierdorf am Ammersee. In dem neuen Atelier entstanden großformatige Arbeiten. Eine Reise in die USA 1996 wurde zum Auslöser für die wichtige Werkgruppe der „Amerikanischen Landschaften“. Außerdem entwickelte er die Bildserie Stripes, kleinformatige Bilder, die wie Filmstreifen in vertikalen Bändern übereinander gehängt sind. 1998 bezog er ein noch größeres Atelier in Dießen am Ammersee und arbeitete an den Werkgruppen Radical emotions, den Körperfragmenten Franktalen und Blind Dates. Nach einer Afrikareise entstanden die ersten Südafrika-Bilder und expressive Porträts.
Er begann mit der Arbeit an der Werkgruppe Kaff, einer Werkreihe meist kleinformatiger Bierdorf Bilder.
2003 begann Büchner sich intensiv mit den Möglichkeiten der Radierung auseinanderzusetzen. Es entstanden die ersten Drucke in der Radierwerkstatt von Joschi Josephski in Issing. 2005 kehrte er nach Lindau zurück. Nach schwerer Krankheit starb er am 7. Juni 2009 in Lindau.

## Einzelausstellungen (Auswahl)
- 1964 Städtische Galerie im Alten Rathaus, Lindau: Zeichnungen
- 1966 Galerie Grohmann, München: Ölbilder und Arbeiten auf Papier
- 1968 Galerie im Deutschordenshof, Heilbronn: Neue Ölbilder
- 1971 Städtische Galerie im Alten Rathaus, Lindau: Bilder und Zeichnungen
- 1976 Galerie Jean Camion, Paris: Ölbilder und Arbeiten auf Papier
- 1978 Autoren-Galerie, München: COMIX, Zeichnungen (Katalog)
- 1982 Autoren-Galerie, München: Neue Ölbilder und Zeichnungen
- 1986 Galerie Holbein, Lindau: Neue Arbeiten
- 1988 Galerie Am Haagtor, Tübingen: Ölbilder und Arbeiten auf Papier (Katalog)
- 1992 Galerie Kulturesk, Augsburg: THE GOLDEN OLDIES, 100 übermalte Reproduktionen
- 1994 Galerie der Universität Innsbruck: Malerei auf Packpapier
- 1995 Kloster Banz: STÖRFALL KUNST, Aktion
- 1996 Galerie der Universität Innsbruck: großformatige Bilder
- 1997 Archivgalerie Friedberg mit Malaktion
- 1998 Archivgalerie Friedberg: Bilder des Amerikanischen Westens (Katalog)
- 2000 Galerie am Hauptplatz, Fürstenfeldbruck: POWERFUL PAINTING GENERATES ENERGY
- 2003 Stadtmuseum Weilheim: HOT SPRINGS
- 2008 Galerie Josephski-Neukum, Issing: Ölbilder, Zeichnungen und Radierungen
- 2010 Stadtmuseum Lindau: MARLBORO LIGHTS und WYOMING
- 2012 Stadtmuseum Landsberg am Lech: Von den Rocky Mountains nach Bierdorf (Katalog)
- 2014 Galerie Big Pond Artworks, München: Karl Siegfried Büchner (1936–2009), Landschaften